# Chester (hrabstwo Warren)
Chester – miasto w Stanach Zjednoczonych, w stanie Nowy Jork, w hrabstwie Warren.